# صيانة الطائرات

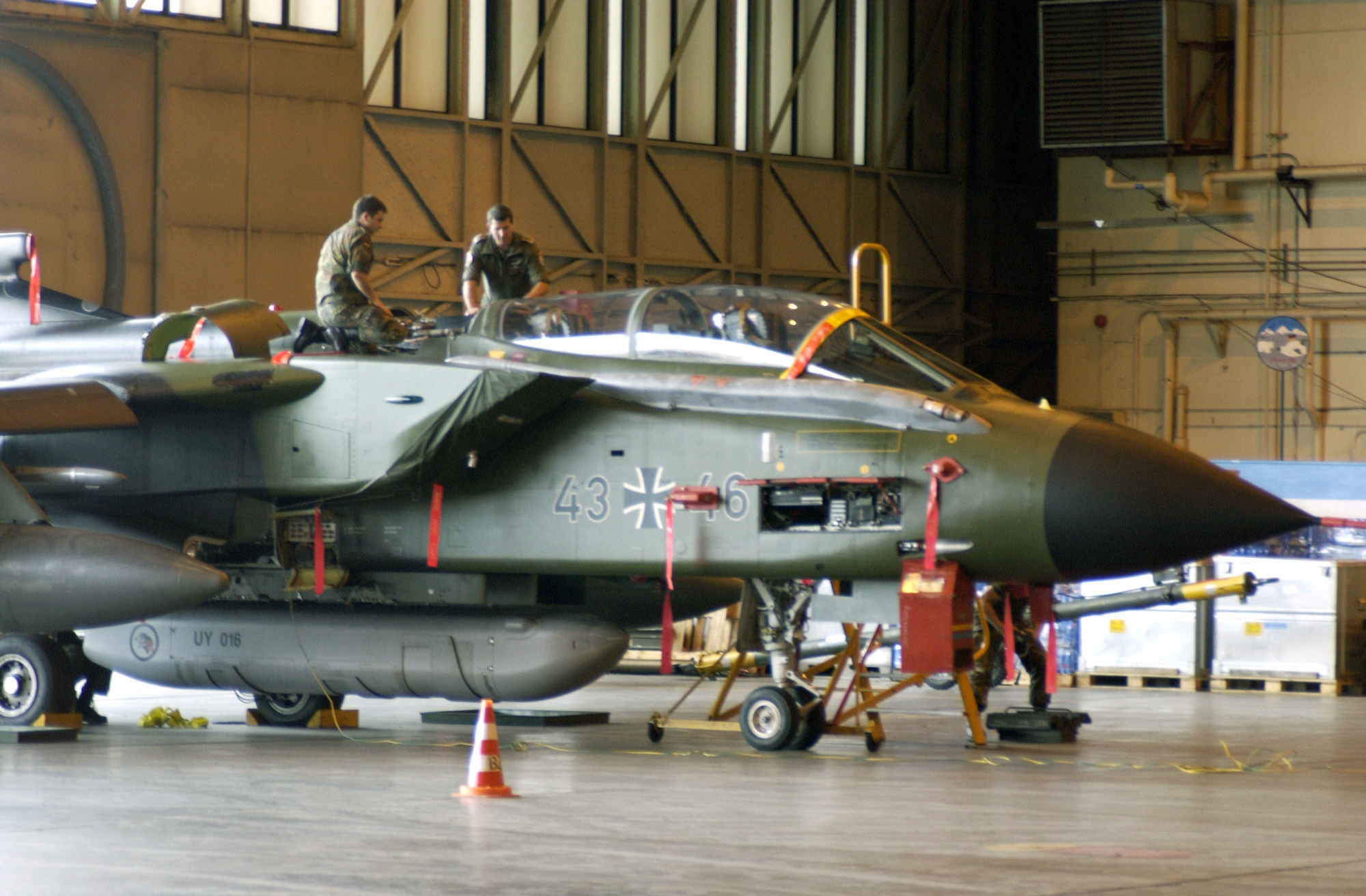
A تورنادو من إنتاج شركة Panavia أثناء صيانتها

تتمثل صيانة الطائرات في العناية بالطائرة أو إصلاحها أو فحصها أو إجراء تعديلات عليها أو على مكون الطائرة.
تتضمن الصيانة في كندا تركيب أحد المكونات من الطائرة أو فكه أو تجميعًا فرعيًا للطائرة، لكن لا تتضمن الصيانة:
- الأعمال الأولية، مثل فك الإطارات أو لوحات التفتيش أو شمع الإشعال وتركيبها أو فحص انضغاط الأسطوانات وخلافه، على طائرة صغيرة يتم تشغيلها بصورة شخصية؛ أو فك المصهرات أو مصابيح الضوء وغيرها أو استبدالها، على طائرات من فئة طائرات النقل.[2]
- تقديم الخدمات، مثل إعادة التزويد بالوقود أو غسل النوافذ.
- أي عمل يتم تنفيذه على طائرة أو على مكون طائرة كجزء من عملية التصنيع، قبل إصدار شهادة الصلاحية للطيران أو أي مستند آخر خاص بالتصديق.

ربما تتضمن الصيانة مهامًا مثل ضمان التوافق مع توجيهات الصلاحية للطيران أو نشرة الصيانة.

## التنظيم
تخضع صيانة الطائرات لتنظيم شديد. وتوجد العديد من السلطات الخاصة بالصلاحية للطيران حول العالم. تتضمن السلطات الرئيسية للصلاحية للطيران:
- إدارة الطيران المدني الصينية المعروفة اختصارًا باسم (CAAC) في الصين
- هيئة سلامة الطيران المدني المعروفة اختصارًا باسم(CASA) بأستراليا
- الإدارة العامة للطيران المدني (الهند) المعروفة اختصارًا باسم(TC) في الهند
- منظمة سلامة الطيران الأوروبية المعروفة اختصارًا باسم (EASA) بأوروبا
- إدارة الطيران الفيدرالية المعروفة اختصارًا باسم (FAA) بالولايات المتحدة
- كندا للنقل المعروفة اختصارًا باسم (TC) في كندا
- هيئة الطيران المدني بالسعودية المعروفة إختصارً بأسم (GACA)

## الإعفاء من المسؤولية الخاص بالصلاحية للطيران
عند استكمال أي من مهام الصيانة، يوقع أحد الأشخاص المفوضين من الهيئة الوطنية للصلاحية على الطيران على إعفاء من المسؤولية يقر بأنه تم إجراء الصيانة وفقًا للمتطلبات المطبقة الخاصة بالصلاحية للطيران. في حالة الطائرة الحاصلة على تصديق ربما يكون هذا الشخص المفوض مهندس صيانة الطائرات أو فني صيانة الطائرات، أما بالنسبة الطائرات الخفيفة فربما يكون هذا الشخص مالك الطائرة أو مصممها.